# سعود العلي
سعود سالم العلي لاعب كرة قدم قطري، ولد في (29 أكتوبر 1989). 
لعب سابقاً في نادي الريان ونادي معيذر ونادي الخور ونادي مسيمير ونادي الخريطيات ونادي الشمال ونادي قطر ونادي لوسيل.